# Xystreurys
Xystreurys is een geslacht van straalvinnige vissen uit de familie van de schijnbotten (Paralichthyidae).

## Soorten
- Xystreurys liolepis Jordan & Gilbert, 1880
- Xystreurys rasile Jordan, 1891